# Kaiser-Otto-Straße 17 (Quedlinburg)

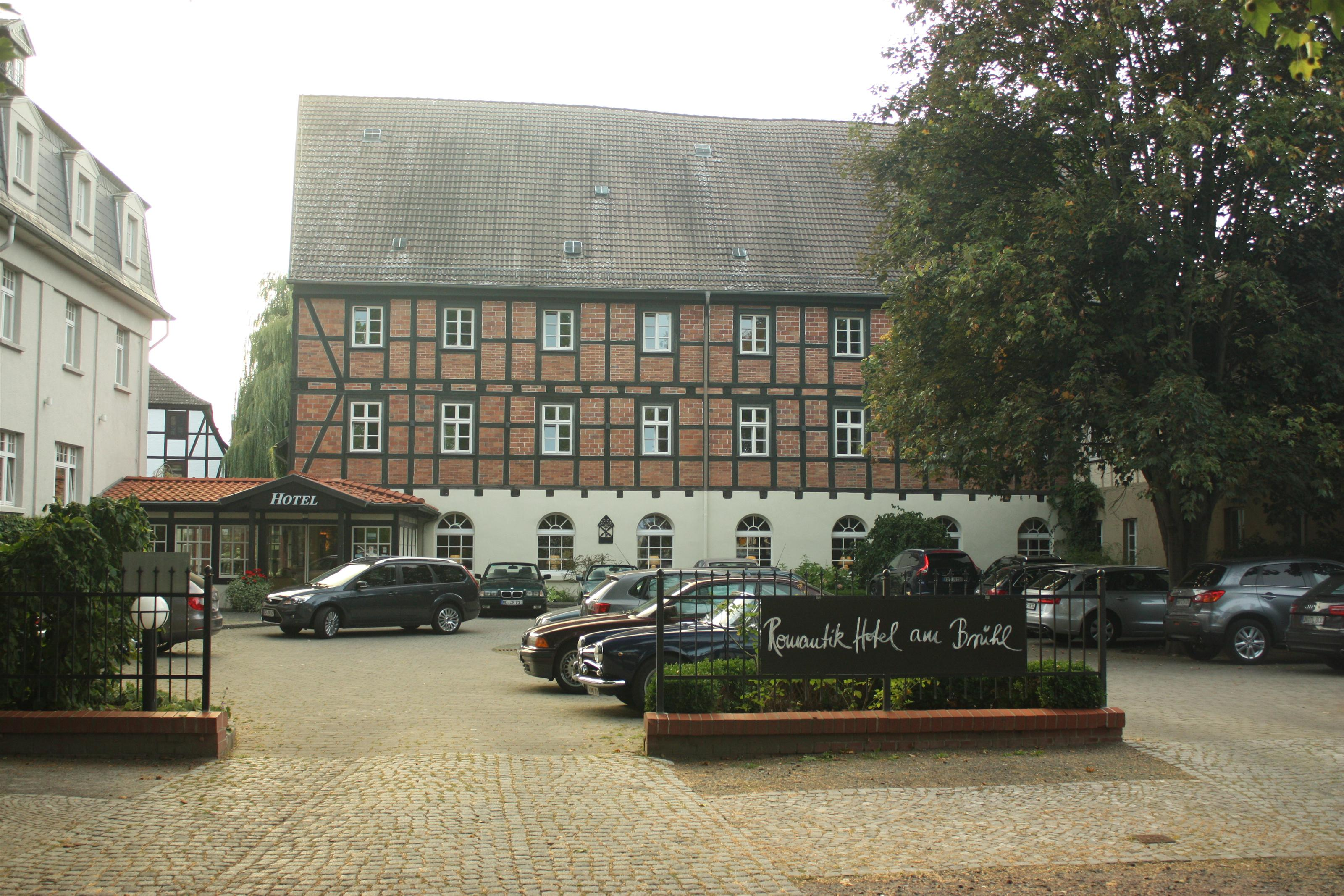
Kaiser-Otto-Straße 17

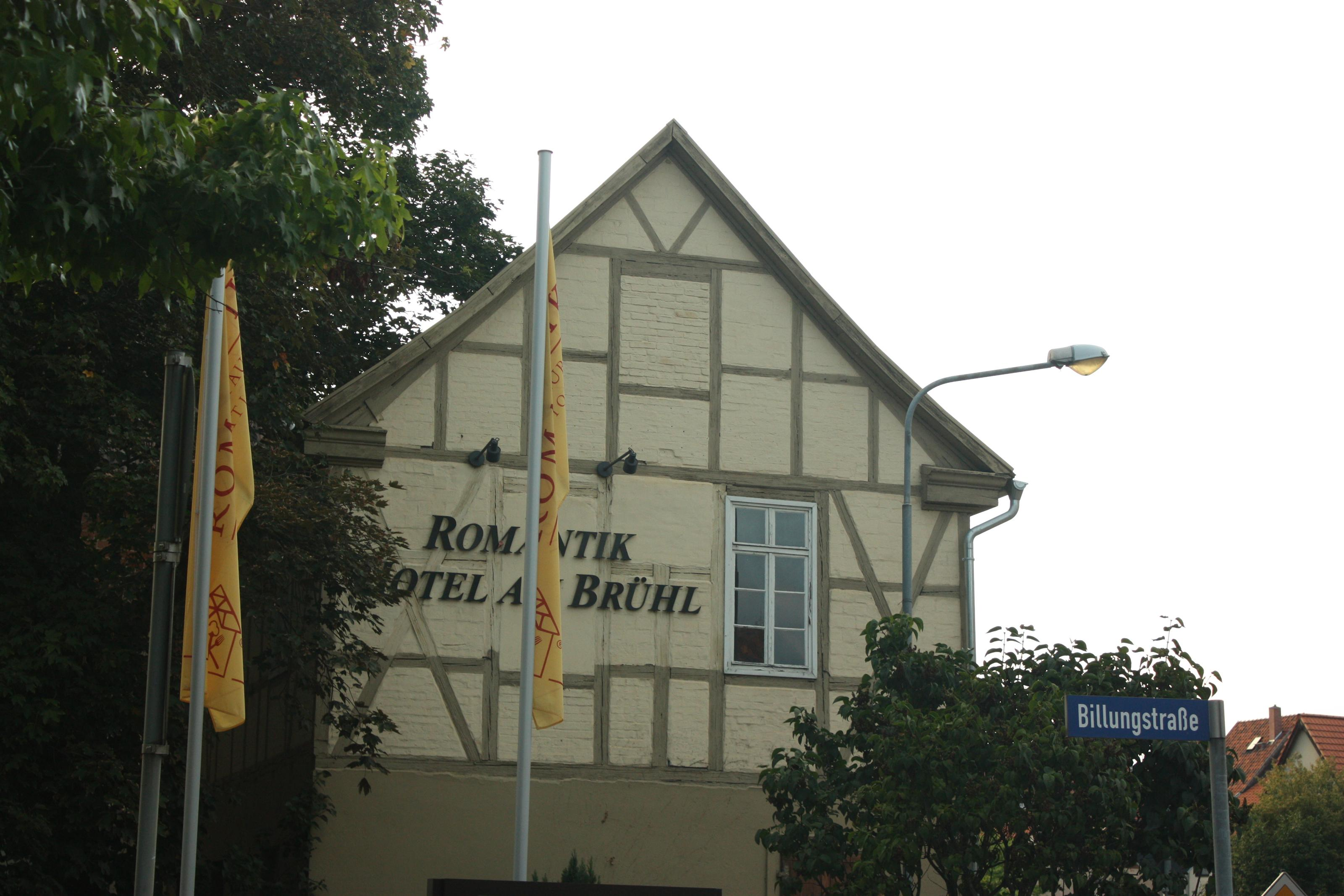
Kaiser-Otto-Straße, Ecke Billungstraße

Das Anwesen Kaiser-Otto-Straße 17 ist eine denkmalgeschützte Hofanlage in der Stadt Quedlinburg in Sachsen-Anhalt. Heute sind die Gebäude Teil des Romantik-Hotels am Brühl.

## Lage
Es befindet sich südlich des Quedlinburger Schloßbergs und ist im Quedlinburger Denkmalverzeichnis als Ackerbürgerhof eingetragen.

## Architektur und Geschichte
Der Hof entstand vor den Stadtmauern der Stadt Quedlinburg und wird als wichtiges Zeugnis der Stadtentwicklung betrachtet. Erhalten blieb eine im 18. Jahrhundert in Fachwerkbauweise errichtet Scheune sowie ein Speicher aus der Mitte des 19. Jahrhunderts mitsamt Ladeluke.